# Royal Villette Charleroi
Le Royal Villette Charleroi, souvent appelé La Villette, est un club de tennis de table belge, de loin le plus titré du pays. Il était aussi en tête du palmarès de la Ligue des champions qu'il a remportée à cinq reprises, dépassé en 2020 par le Borussia Düsseldorf. L'histoire du club est intimement liée à celle du champion belge Jean-Michel Saive.

## Histoire du club
Le Royal Villette Charleroi est fondé en 1930 au Parc de la Villette à Marcinelle (aujourd'hui section de la ville de Charleroi). Dès sa création, le club s'imposa comme l'un des meilleurs clubs belges de tennis de table. Il fut six fois champion de Belgique de 1937 à 1948. Après cette première période faste, la Villette connut un certain déclin et descendit dans les divisions inférieures.
En 1979, le club reprend sa place parmi l'élite du tennis de table belge et participe à sa première coupe d'Europe l'année suivante. En 1983, il remporte son premier titre de champion de Belgique depuis 1948. Dès lors, la Villette va collectionner les titres nationaux et dominer la compétition belge. C'est à ce moment que ses ambitions vont se tourner vers l'Europe. Cet objectif va pouvoir être atteint grâce à l'arrivée de Jean-Michel Saive, no 1 belge et ex no 1 mondial : en 1994, La Villette remporte sa première coupe d'Europe. Depuis ce jour, le club domine le tennis de table européen et gagne même le titre de champion du monde des clubs en 2001 (le seul organisé à ce jour) aux dépens de la Chine. 
En décembre 2011, le club est sorti de la Ligue des Champions et est reversé pour la première fois de son histoire en ETTU Cup, mais perd toute chance de poursuivre l'aventure dès le quart de finale aller à domicile face à Hennebont, après une lourde défaite 3-0. Les Carolos sont éliminés à la suite d'une nouvelle défaite en Bretagne (3-2). En 2012, La Villette remportait son trente-cinquième titre de Champion de Belgique mais, confronté à de graves problèmes financiers, le club quitte la Superdivision. Le club remonte en Superdivision en 2014.

## Palmarès
- Championnat du monde des clubs (1)
  - Vainqueur en 2001
- Ligue des champions (5)
  - Vainqueur en 2001, 2002, 2003, 2004 et 2007
  - Finaliste en 2005, 2006, 2008 et 2010
- Coupe d'Europe des Clubs Champions (2)
  - Vainqueur en 1994 et 1996
  - Finaliste en 1993 et 1995
- Superdivion belge (35) :
  - Champion en 1937, 1938, 1940, de 1946 à 1948, de 1983 à 1986 et de 1988 à 2012 (25 titres consécutifs)
- Coupes de Belgique (20)

## Principaux membres du club entre 2006 et 2012[3]
- Jean-Michel Saive
- Dimitrij Ovtcharov
- Vladimir Samsonov
- Wang Jian Jun
- Oh Sang-eun
- Alekseï Smirnov
- Petr Korbel
- Li Ching
- Andrej Gaćina
- Oleg Danchenko
- Kou Lei
- Lauric Jean
- Christian Blondeau
- Thibaut Beghin
- Arnaud Milaire
- Julien Warrand

## Effectif Superdivision 2024-2025[3]
- Clément Chobeau
- Louis Laffineur
- Charles Janssens